# Otto Juliusburger
Otto Juliusburger (ur. 26 września 1867 we Wrocławiu, zm. 7 czerwca 1952 w Nowym Jorku) – niemiecko-amerykański lekarz psychiatra, radca sanitarny (Sanitätsrat).

## Życiorys
Był synem szanowanego wrocławskiego kupca. Od 1878 uczęszczał do Maria-Magdalenen-Gymnasium w rodzinnym mieście, po zdaniu egzaminu dojrzałości w 1887 rozpoczął studia medyczne na Uniwersytecie Fryderyka Wilhelma we Wrocławiu, gdzie jego nauczycielem był m.in. Carl Wernicke, i na Uniwersytecie Fryderyka Wilhelma w Berlinie. Po otrzymaniu tytułu doktora medycyny był lekarzem w sanatorium Berolinum prowadzonym przez Jamesa Fraenkla i Alberta Olivena.
Żonaty z Liese Seligsohn, mieli dwójkę dzieci, syna i córkę. W 1941 opuścił Berlin i emigrował do Stanów Zjednoczonych. Do śmierci żył w Nowym Jorku.
Od 1917 roku znał Alberta Einsteina, którego bratanka leczył. Einstein namawiał Juliusburgera do emigracji i pomógł mu i jego rodzinie w wyjeździe do Nowego Jorku.

## Dorobek naukowy
Jukiusburger był wolnopraktykującym psychiatrą, poza praktyką lekarską publikował liczne prace dotyczące m.in. walki z alkoholizmem, seksuologii, psychoanalizy. W 1908 był jednym z członków założycieli Berliner Psycholanalytische Vereinigung.

## Wybrane prace
- Kritische Waffengänge. Deutschlands Großloge II des IOGT, Flensburg 1904
- Weltanschauung und Abstinenz. Berlin 1904
- Zur Psychologie der Organgefühle und Fremdheitsgefühle. Berlin und Leipzig 1910
- Zur Kenntnis der Kriegsneurosen. Monatsschrift für Psychiatrie und Neurologie 38, ss. 305-318 (1915)
- Arzt und Krankenschwester. Blätter für Krankenpflege 7, ss. 97-99 (1918)
- Religion ist Illusion. Urania – Kulturpolitische Monatshefte über Natur und Gesellschaft 4, (1926/27)
- Biozentrale Psychoanalyse. Psychiatrisch-Neurologische Wochenschrift 30, 1928, S. 20 f.
- Seelische Auswirkungen der Arbeitslosigkeit und ihre Bekämpfung. Deutsche Krankenkasse 18, ss. 454-457 (1931)
- Die Bedeutung Schopenhauers für die Psychiatrie, Gedanken zum 150. Geburtstage Arthur Schopenhauers, Berlin 1938